# Tour della nazionale maschile di rugby a 15 dell'Argentina 2010
Alla fine del 2010 la Nazionale di rugby a 15 dell'Argentina intraprese un tour in varie tappe in Europa; furono previsti tre test match contro Italia, Francia e Irlanda nonché due incontri della propria Nazionale A contro la Russia a Mosca.
Il bilancio fu di una vittoria e due sconfitte nei test match e di due vittorie degli incontri della Nazionale A.

## Gli incontri
A ottobre gli Jaguares, i giocatori della Nazionale A, furono a Mosca per due incontri con la Nazionale della Russia che si preparava alla Coppa del Mondo di rugby 2011, competizione nella quale era esordiente assoluta.
Il primo dei due incontri terminò 40-20 per gli argentini; gli Jaguares vinsero una partita fisica in cui i russi furono agganciati al risultato fino a cinque minuti dalla fine, essendo al 75' sotto per 20-26.
Due mete nel finale di Báez e Comuzzi, entrambe trasformate da González Iglesias, portarono il distacco a +20.
Anche il secondo incontro vide gli argentini imporsi sebbene, come nel precedente, il risultato fu consolidato nel finale; alla fine del primo tempo, infatti, i russi erano in svantaggio per 6-10 e a dieci minuti dalla fine i sudamericani conducevano ancora per 20-6, salvo poi realizzare due mete al 72' e allo scadere per il 32-6 finale.
Nel primo dei tre test match del tour, a Verona, l'Argentina ebbe la meglio su un'Italia in partita ma che commise troppi errori; in particolare un errore banale degli italiani dopo neppure 10' del secondo tempo permise a Rodríguez Gurruchaga di andare in meta e di assicurarsi virtualmente la partita, anche se la reazione azzurra portò a una meta tecnica nel finale per il momentaneo 16-19 e la possibilità di riagganciare i Pumas prima che Felipe Contepomi allo scadere fissasse il punteggio sul 22-16 per i sudamericani.
Più tirato e tattico il test match di Montpellier una settimana più tardi in casa della Francia, che non vide mete marcate nel tabellino; i transalpini, battuti pesantemente in giugno per 13-41 a Buenos Aires nel corso del loro tour di metà anno, realizzarono tutti i loro punti al piede (4 piazzati di Morgan Parra e un drop di Damien Traille contro tre piazzati di Felipe Contepomi per il 15-9 finale con cui s'imposero, parzialmente rifacendosi della sconfitta di cinque mesi prima.
Nell'ultimo incontro del tour, infine, a Dublino contro l'Irlanda, un'Argentina senza idee e in condizione fisica precaria non fu mai in partita contro l'Irlanda, che fin dai primi minuti di gioco condusse il risultato e non concesse nulla, tanto da chiudere con 20 punti di vantaggio 29-9 con due mete marcate contro nessuna dei sudamericani.

## Risultati

### Itest match
| Arbitro: | Chris Pollock |

|                               |      |                                        |
| 78’ tecnica                   | mt   | 49’ Rodríguez Gurruchaga               |
| 78’ Mirco Bergamasco          | tr   | 49’ F. Contepomi                       |
| 9’, 29’, 68’ Mirco Bergamasco | c.p. | 17’, 37’, 70’, 72’, 80+2’ F. Contepomi |

| Arbitro: | Jonathan Kaplan |

|                          |      |                            |
| 11’, 26’, 32’, 60’ Parra | c.p. | 17’, 47’, 62’ F. Contepomi |
| 49’ Traille              | drop |                            |

| Arbitro: | Mark Lawrence |

|                                |      |                            |
| 19’ Ferris 80’ D’Arcy          | mt   |                            |
| 19’ Sexton 80’ O’Gara          | tr   |                            |
| 13’, 28’, 33’, 40’, 65’ Sexton | c.p. | 30’, 57’, 67’ F. Contepomi |

### Gli altri incontri
| Arbitro: | John Lacey |

|                             |      |                                                                                        |
| 37’ Ostrouško 62’ Boltenkov | mt   | 11’ San Martín 23’ Senatore 35’ Farías Cabello 48’ Tetaz Chaparro 75’ Báez 78’ Comuzzi |
| 37’, 62’ Ključnikov         | tr   | 11’, 35’, 48’ Sánchez 75’, 78’ González Iglesias                                       |
| 28’, 57’ Ključnikov         | c.p. |                                                                                        |

| Arbitro: | John Jones |

|                                |      |                                                    |
|                                | mt   | 6’ Cubelli 52’ Bouza 64’, 72’ Estelles 80+2’ Gosio |
|                                | tr   | 6’ González Iglesias 80+2’ Sánchez                 |
| 13’ Janjuškin 40+3’ Ključnikov | c.p. | 39’ González Iglesias                              |